# Division triangulaire
Une division triangulaire est le nom donné à la façon dont les divisions militaires sont organisées. Dans une organisation triangulaire, le corps principal de la division est composé de trois éléments de manœuvre régimentaire. Ces régiments peuvent être contrôlés par un quartier général de brigade (plus typique de la Première Guerre mondiale ) ou directement subordonnés au commandant de division. En revanche, dans une division carrée, il y a généralement deux brigades de deux régiments. D'autres structures sont possibles, comme une division pentomique, où le commandant de division contrôle cinq éléments de manœuvre, qui a été utilisé dans l'armée des États-Unis à la fin des années 1950, les régiments étant remplacés par des groupements tactiques interarmes.
Les divisions de l'armée américaine étaient des divisions carrées jusqu'au début de la Seconde Guerre mondiale ; la réorganisation comme divisions triangulaires a eu lieu entre 1940 et début 1942. Pendant cette guerre, les divisions d'infanterie étaient généralement triangulaires, la division contrôlant trois régiments d'infanterie. Les divisions blindées étaient également triangulaires, mais généralement organisés en combat commands interarmes. Après la Seconde Guerre mondiale, cette structure a été conservée jusqu'à "l'ère pentomique" décrite ci-dessus. Dans les années 1960, les divisions de l'armée des États-Unis ont été réorganisées en divisions triangulaires, mais la division contrôlait trois brigades interarmes. La doctrine interarmes a pratiquement éliminé le rôle des régiments, et les régiments n'existent généralement qu'en tant que désignations traditionnelles. Au cours de la première décennie du XXIe siècle, l'armée des États-Unis a entamé une autre réorganisation, donnant à la division quatre brigades et mettant davantage l'accent sur la brigade en tant qu'élément tactique principal, la division agissant davantage comme un quartier général de corps, répartissant les unités de soutien entre les brigades.

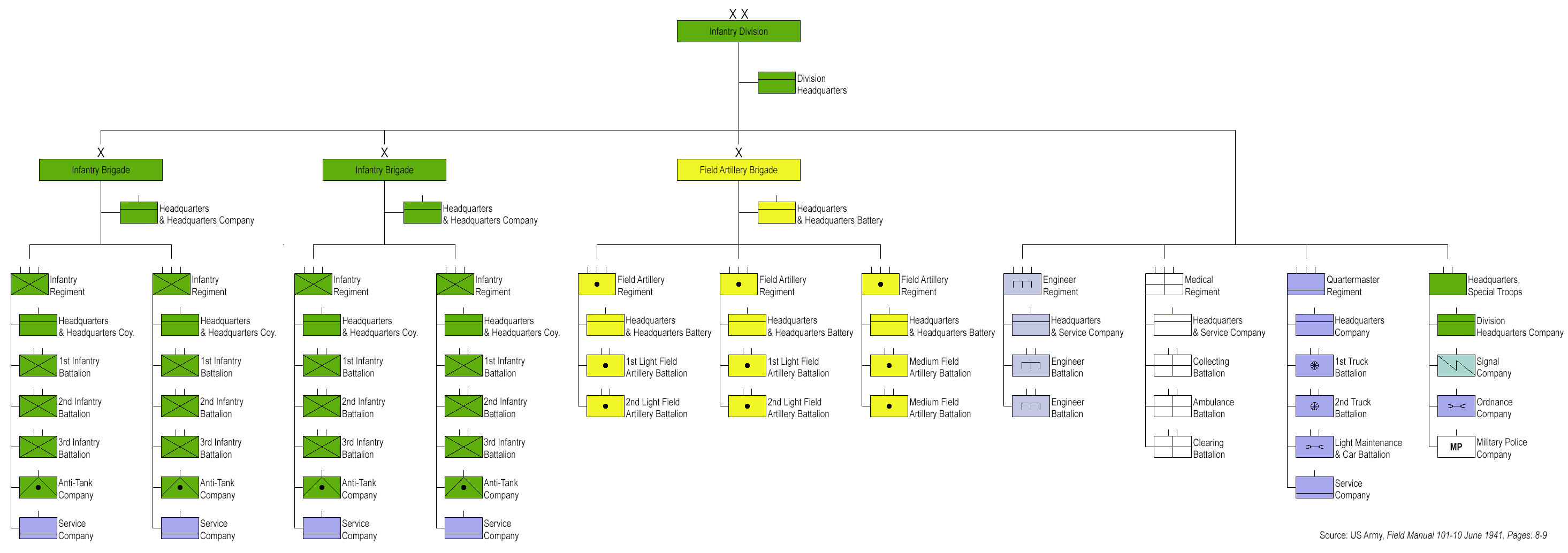
Exemple de division carrée : division d'infanterie américaine de 1940. À l'extrême gauche, on peut voir deux brigades de deux régiments chacune.

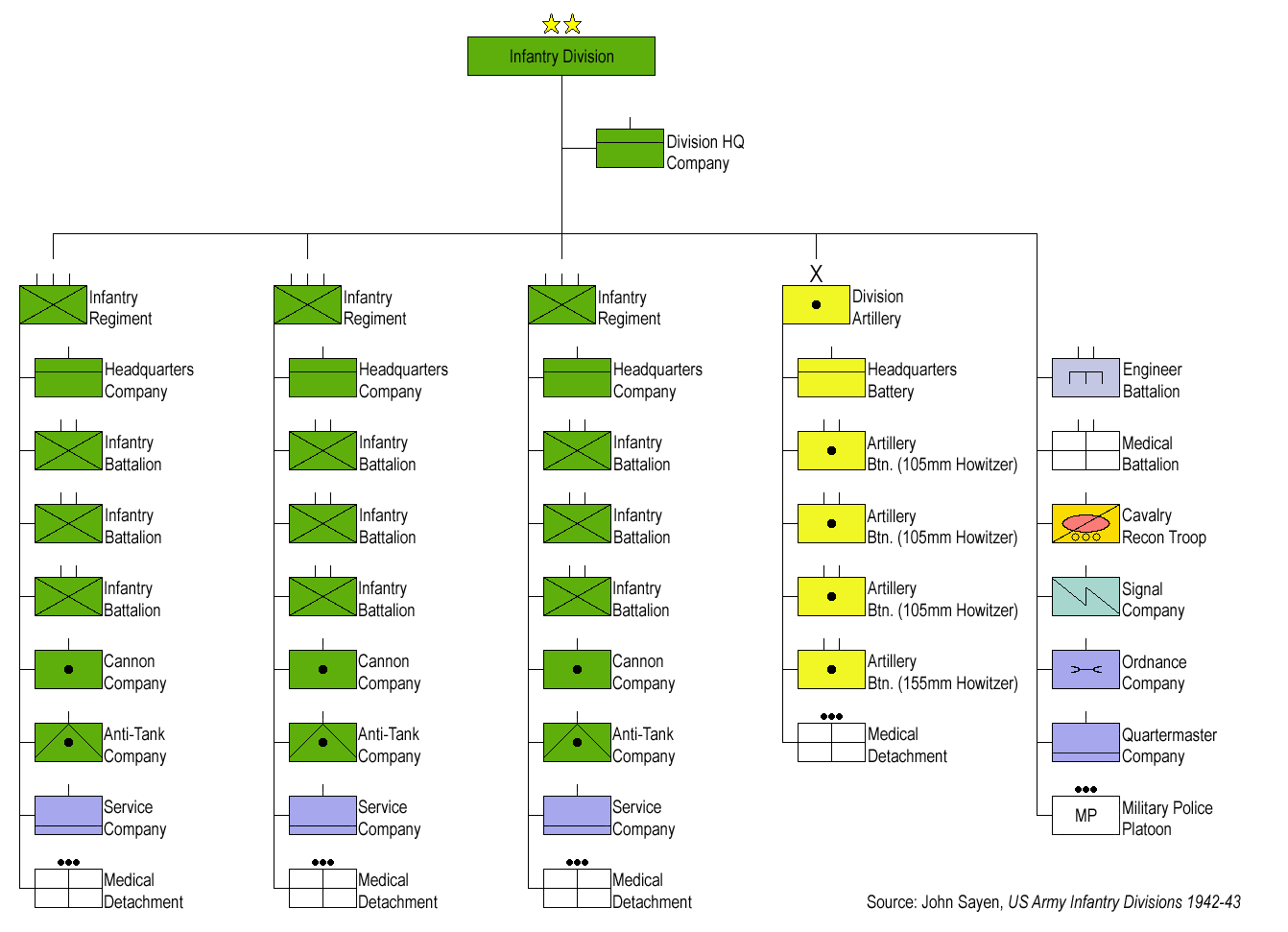
Exemple de division triangulaire : division d'infanterie américaine de 1942. Les brigades de la division carrée ont été supprimées et il y a trois régiments directement sous contrôle divisionnaire.

La plupart des armées européennes ont réorganisé leurs divisions en divisions triangulaires pendant la Première Guerre mondiale et ont conservé cette structure depuis. De nombreuses armées européennes accordent désormais plus d'importance à la brigade et, dans certains cas, comme les armées portugaise et belge, ont entièrement éliminé la division en tant qu'unité tactique.
Les divisions de l'armée soviétique pendant la Seconde Guerre mondiale étaient généralement triangulaires, avec trois régiments subordonnés. Les réformes d'après-guerre ont conduit à une division à quatre régiments, avec trois régiments d'une arme (cavalerie ou infanterie motorisée) et le quatrième d'une autre arme. Dans les opérations de combat, cependant, le quatrième régiment pouvait être divisé entre les trois autres pour créer trois formations interarmes essentiellement identiques à une brigade. Cette structure a été en grande partie conservée dans l'armée russe.
Les divisions de l'armée impériale japonaise et de l'armée révolutionnaire nationale chinoise étaient organisées en divisions carrées avant 1938, date à laquelle elles ont commencé à former des divisions triangulaires pendant la seconde guerre sino-japonaise.

## Voir également
- Division carrée